# Vatio-hora

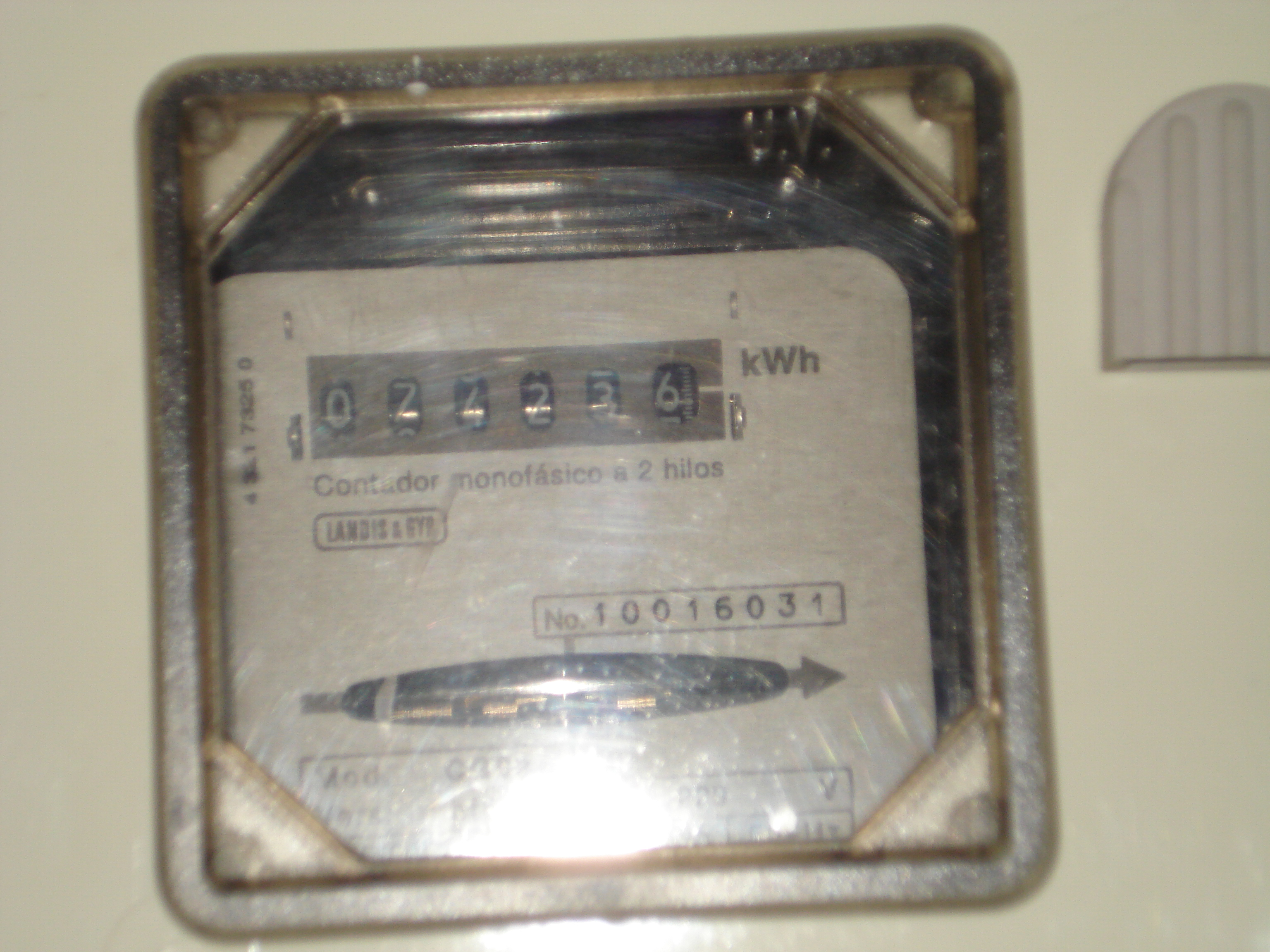
Contador doméstico de energía eléctrica.

El vatio-hora, simbolizado Wh (o a veces también W·h o W-h), es una unidad de energía expresada en forma de unidades de potencia por tiempo, con lo que se da a entender que la cantidad de energía de la que se habla es capaz de producir y sustentar una cierta potencia durante un determinado tiempo. Así, un vatio-hora es la energía necesaria para mantener una potencia constante de un vatio (1 W) durante una hora, y equivale a 3600 julios. Es una unidad que no pertenece al Sistema Internacional de Unidades.
El kilovatio-hora (kWh), equivalente a mil vatios-hora, se usa generalmente para la facturación del consumo eléctrico domiciliario. El megavatio-hora(MWh), igual a un millón de Wh, suele emplearse para medir el consumo de grandes plantas industriales o de conglomerados urbanos. La CIE recomienda usar el julio o sus múltiplos (kilojulio, megajulio, etcétera) para estos usos, aunque también permite el vatio-hora y sus múltiplos. El NIST solo permite el julio.
Múltiplos aún más grandes como el gigavatio-hora (GWh), el teravatio-hora (TWh) o el kilovatio-año, son utilizados para referirse a las energías producidas por las centrales eléctricas durante un cierto período. Por otra parte, el vatio-segundo (simbolizado Ws, o a veces W·s), que no es otra cosa más que una forma alternativa de llamar al propio julio, es una unidad habitual para referir las energías involucradas en fenómenos de corta duración como los destellos de un flash fotográfico.
La expresión «kilovatios por hora» y su interpretación en forma de cociente (kW/h) son incorrectas, pues entonces no se trataría de unidades de energía.

## Interpretación conceptual
Cuando una cierta cantidad de energía se expresa mediante la combinación de una unidad de potencia y una de tiempo, puede ser interpretada conceptualmente de dos formas diferentes, aunque cuantitativamente equivalentes. Por ejemplo, si hablamos de «100 vatios-hora» podemos entender indistintamente que se trata de la energía necesaria para mantener encendida una bombilla de 100 W durante una hora, o bien una pequeña luz de apenas 1 W durante 100 horas.
En otras palabras, el saber que se dispone de una energía de 100 Wh no nos dice nada acerca de en cuánto tiempo ha de ser consumida esa energía. Podríamos usarla tanto para encender la lámpara de 100 W durante una hora como para hacer funcionar una poderosa máquina de cientos de kW durante unos pocos segundos, producir una violenta descarga de varios millones de vatios durante unos milisegundos, o mantener activo por años un microcircuito cuyo consumo sea de apenas unos microvatios.

## Diferencia con el vatio
El vatio —o watt— es una magnitud intensiva: mide la potencia de consumo instantánea. El vatio-hora es una magnitud extensiva: mide la cantidad de trabajo realizada durante un tiempo determinado.
Por ejemplo, si tenemos un artefacto de 100 W de potencia y lo tenemos encendido durante 1 hora, habrá consumido 100 Wh. Si ese mismo artefacto estuviere encendido durante 2 horas, habrá consumido 200 Wh, en cambio si el artefacto es 200 W y este estuviera encendido durante una hora, el consumo sería de 200 Wh.
El consumo eléctrico facturado se mide normalmente en kilovatios-hora.

## Equivalencias
Un vatio es igual a un julio por segundo (1 J/s), un kW es igual a 1000 W y una hora es igual a 3600 segundos; entonces, el kilovatio-hora será:
{\displaystyle {\mbox{1 kWh}}={\frac {\mbox{1000 J}}{\mbox{1 s }}}\times {\mbox{3600 s }}={\mbox{3 600 000 J = 3.6 MJ}}}
Además:
{\displaystyle {\mbox{1 kWh}}={\frac {\mbox{238,8459 cal}}{\mbox{1 s }}}\times {\mbox{3600 s }}={\mbox{859 845,2 cal}}={\mbox{859,8452 Kcal}}}
Algunos múltiplos son: 
- el megavatio-hora (MWh) = 1000 kWh
- el megavatio-año = 365 × 24 × 1000 kWh
- el gigavatio-hora (× 1 000 000 kWh)
- el teravatio-hora (× 1 000 000 000 kWh) y sus múltiplos anuales (×365×24).

1 kWh ≈ 3412 BTU ≈ a la energía térmica producida por 0,1 Nm³ (metro cúbico en condiciones normales) de gas natural (vea también la termia).
Otras equivalencias energéticas son:
- 1 megavatio-hora (MWh) = 93,53 litros de petróleo (*)
- 1 megavatio-hora (MWh) = 0,59 barriles de petróleo (*)
- 1 megavatio-hora (MWh) = 0,10 metros cúbicos de petróleo (*)
- 1 megavatio-hora (MWh) = 0,08 toneladas equivalentes de petróleo (*)
- 1 megavatio-hora (MWh) = 96,62 metros cúbicos de gas natural
- 1 megavatio-hora (MWh) = 3412,14 pies cúbicos de gas natural

(*) Media de referencia: 32,35 °API y densidad relativa 0,8636
Los aparatos eléctricos cuando están funcionando generan un consumo de energía eléctrica en función de la potencia que tengan y del tiempo que estén en funcionamiento. En España, el consumo de energía eléctrica se contabiliza mediante un dispositivo precintado que se instala en los accesos a la vivienda, denominado «contador», y que periódicamente revisa un empleado de la compañía suministradora de la electricidad anotando el consumo realizado en ese período, aunque con la adopción por parte de las mismas de los contadores digitales, que envían la medida a través de las propias líneas eléctricas, esta actividad ha caído en desuso.
El cálculo del consumo eléctrico en kWh del contador, se realiza mediante una sencilla multiplicación de la potencia utilizada por las horas de funcionamiento.

## Múltiplos y submúltiplos del vatio-hora
Todos los sufijos de SI se pueden aplicar al vatio-hora. un kilovatio-hora (kWh) son 1000 Wh; un megavatio-hora (MWh) es 1 millón de Wh; un millivatio-hora (mWh) es 1/1000 Wh y así sucesivamente.
| Submúltiplos                                  | Submúltiplos | Submúltiplos     |         | Múltiplos | Múltiplos        | Múltiplos |
| Valor                                         | Símbolo      | Nombre           | Valor   | Símbolo   | Nombre           |           |
| 10−1 Wh                                       | dWh          | decivatio-hora   | 101 Wh  | daWh      | decavatio-hora   |           |
| 10−2 Wh                                       | cWh          | centivatio-hora  | 102 Wh  | hWh       | hectovatio-hora  |           |
| 10−3 Wh                                       | mWh          | milivatio-hora   | 103 Wh  | kWh       | kilovatio-hora   |           |
| 10−6 Wh                                       | µWh          | microvatio-hora  | 106 Wh  | MWh       | megavatio-hora   |           |
| 10−9 Wh                                       | nWh          | nanovatio-hora   | 109 Wh  | GWh       | gigavatio-hora   |           |
| 10−12 Wh                                      | pWh          | picovatio-hora   | 1012 Wh | TWh       | teravatio-hora   |           |
| 10−15 Wh                                      | fWh          | femtovatio-hora  | 1015 Wh | PWh       | petavatio-hora   |           |
| 10−18 Wh                                      | aWh          | attovatio-hora   | 1018 Wh | EWh       | exavatio-hora    |           |
| 10−21 Wh                                      | zWh          | zeptovatio-hora  | 1021 Wh | ZWh       | zettavatio-hora  |           |
| 10−24 Wh                                      | yWh          | yoctovatio-hora  | 1024 Wh | YWh       | yottavatio-hora  |           |
| 10−27 Wh                                      | rWh          | rontovatio-hora  | 1027 Wh | RWh       | ronnavatio-hora  |           |
| 10−30 Wh                                      | qWh          | quectovatio-hora | 1030 Wh | QWh       | quettavatio-hora |           |
| Los prefijos más comunes aparecen en negrita. |              |                  |         |           |                  |           |

Esta sección muestra ejemplos de la energía en vatios-hora utilizada en distintos ámbitos.

### Milivatio-hora
Un milivatio-hora (mWh) es equivalente a una milésima de vatio-hora(10−3 Wh). Es el orden de magnitud de la energía almacenada en una batería recargable tipo AAA.

### Vatio-hora
Es el orden de magnitud de la energía contenida en la batería de una computadora portátil.

### Kilovatio-hora
El kilovatio-hora (kWh), igual a mil vatios-hora (103 Wh). El kilovatio-hora se suele utilizar para facturar la energía eléctrica por las compañías eléctricas. Pues el consumo de un usuario doméstico residencial típico, es de unos cientos de kilovatios-hora mensuales.

### Megavatio-hora

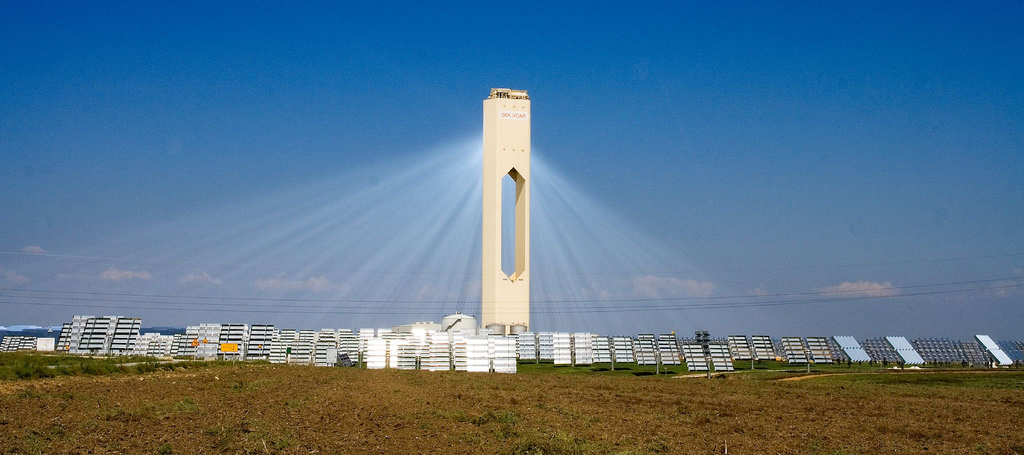
La central termosolar 11MW PS10
, funcionando en Sanlúcar la Mayor, España.

El megavatio-hora (MWh) es igual a un millón de vatios-hora (106 Wh). Se emplea para medir niveles de energías grandes como el consumo de grandes industrias o conglomerados urbanos y para dar a conocer el índice de producción de una central eléctrica.

### Gigavatio-hora

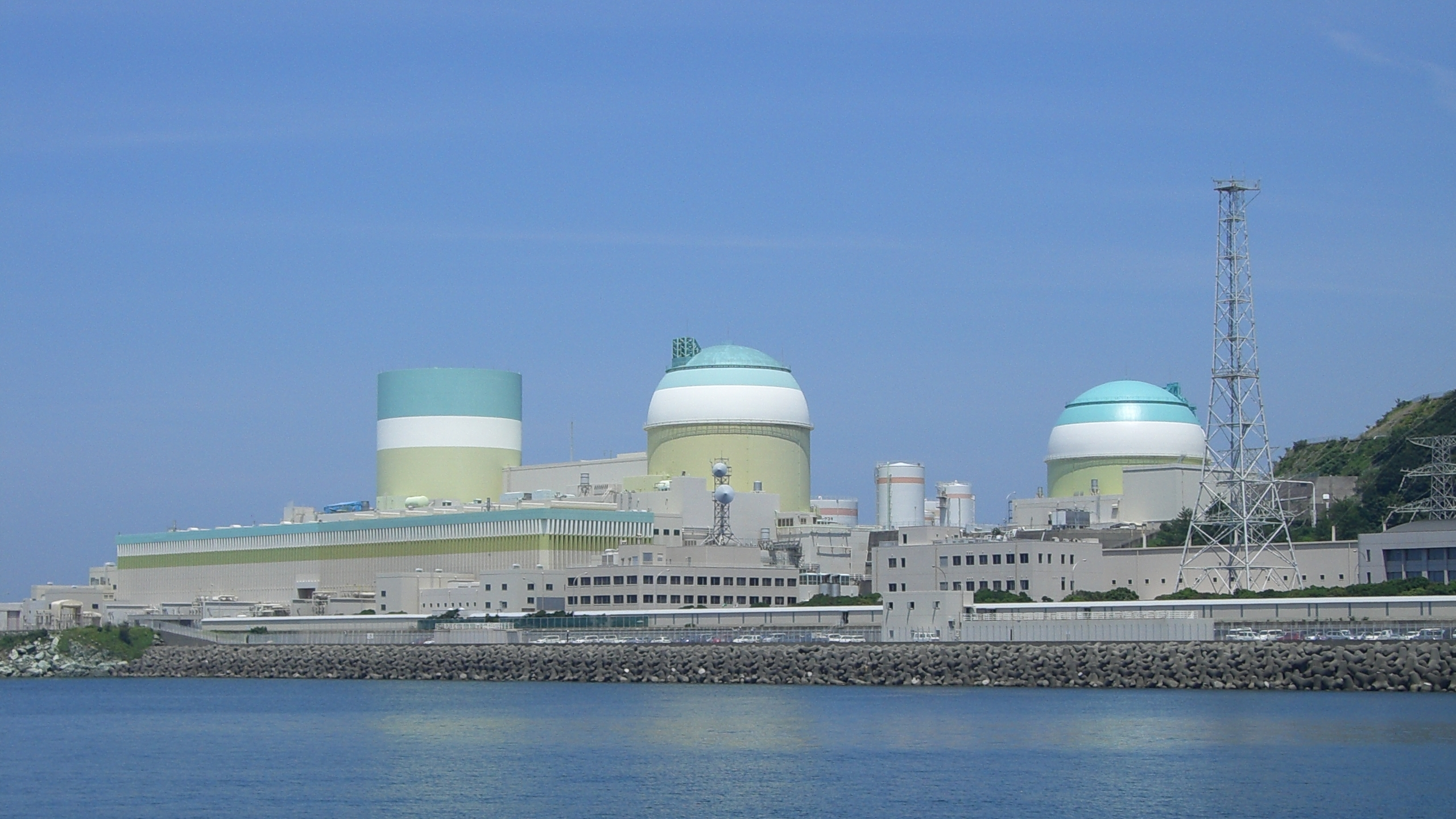
Central nuclear de Ikata, con tres reactores de agua a presión (PWR). La producción anual de energía eléctrica de este tipo de centrales se puede expresar en gigavatios-hora.

Un gigavatio-hora (GWh) es una unidad de energía equivalente a mil millones de vatios-hora (109 Wh). El gigavatio-hora se utiliza para medir consumos de conglomerados industriales de carácter multinacional y que sean grandes consumidores de energía eléctrica, tales como siderurgias o cementeras.

### Teravatio-hora
Un teravatio-hora (TWh) es una unidad de energía equivalente a un billón de vatios-hora (1012 Wh). El teravatio-hora se utiliza para conocer el índice de producción de energía eléctrica de un país importante.